# Mircea Tomuș
Mircea Tomuș (n. 9 ianuarie 1934, Mociu, România – d. 28 martie 2022, Sibiu, România) a fost un critic și istoric literar român.

## Viața și opera
Mircea Tomuș s-a născut la Mociu, județul Cluj, ca fiul al preotului Axente Tomuș și al învățătoarei Ana Tomuș (născută Coțofană). 
După absolvirea Liceului Clasic clujean, în 1951, urmează cursurile Facultății de Filologie de la Universitatea din Cluj-Napoca (1951 – 1955). Între anii 1955 și 1970, funcționează ca redactor la Steaua, revistă (la) care a pregătit / declanșat bătălia antiproletcultistă, câștigată prin „marea explozie lirică“ din 1964 – 1965, și, totodată, resurecția din 1965 – 1970. Este apoi redactor-șef la Editura Dacia (din Cluj-Napoca), între anii 1970 și 1972 (până în luna mai), și la revista Transilvania (din Sibiu), în două rânduri, între anii 1972 – 1990 și între anii 2000 – 2002. În anii 1993 și 1994, e secretar de stat în Ministerul Culturii din România, iar din 1995 și până în 1997, director-adjunct al Muzeului Satului din București, director al Centrului Cultural Mogoșoaia, director al revistei Cultura Națională și redactor-șef al revistei Rostirea românească. Din 1997 și până în prezent, este profesor la Facultatea de Litere și Arte de la Universitatea Lucian Blaga din Sibiu. Un deceniu s-a scurs între debutul său din revista Steaua, din anul 1955, și debutu-i editorial, cu monografia consacrată uneia dintre eminentele personalități ale Școlii Iluministe Valahe Antihabsburgice din Ardeal / Transilvania, Gheorghe Șincai. În corola bogatei și interesantei opere a lui Mircea Tomuș se relevă: 
- Gheorghe Șincai. Viața și opera, București, Editura pentru Literatură, 1965.
- Cincisprezece poeți, București, Editura pentru Literatură, 1968.
- Carnet critic, București, Editura pentru Literatură, 1969.
- Răsfrângeri, Cluj-Napoca, Ed. Dacia, 1973.
- Istorie literară și poezie, Timișoara, Editura Facla, 1974.
- Opera lui I. L. Caragiale, I, București, 1977; ediția a doua, revăzută și augmentată, în 2002.
- Mihail Sadoveanu. Universul artistic și concepția fundamentală a operei, Cluj-Napoca, Editura Dacia, 1978.
- Mișcarea literară, București, Editura Eminescu, 1981.
- Romanul romanului românesc, volumul I (În căutarea personajului), București, Editura Gramar, 1999; volumul II (Despre identitatea unui gen fără identitate; romanul ca personaj al propriului său roman), Buc., Ed. Gramar, 2000.
- Teatrul lui I. L. Caragiale dincolo de mimesis, Cluj-Napoca, Editura Dacia, 2002.
- Etc.

## Distincții
- Premiul Academiei Române (1965).
- Premiul Asociației Scriitorilor din Cluj-Napoca  (1970).
- Premiul Uniunii Scriitorilor din România (1973).